# The Bodysnatchers
The Bodysnatchers était un groupe féminin de ska, ayant œuvré lors du revival ska,
entre les années 1970 et 1980. Elles se sont séparées sans avoir sorti d'album. Plusieurs membres ont formé ensuite le groupe féminin The Belle Stars.

## Membres
- Rhoda Dakar – Chants
- Sarah Jane Owen – Guitare
- Stella Barker – Guitare
- Nicky Summers – Basse
- Penny Leyton – Piano
- Miranda Joyce – Saxophone
- Jane Summers – Batterie (1979–1980)
- Judy Parsons – Batterie (1980–1981)

## Discographie
- 1980 : Let's Do Rock Steady (UK No. 22)
- 1980 : Easy Life (UK No. 50)
- 1980 : Too Experienced
- 1980 : Ruder Than You

### Compilations
- Dance Craze
- The Two Tone Story
- This Are Two Tone
- A Taste Of Two Tone